# Kangaru chân to
Kangaru chân to, tên khoa học Lagorchestes hirsutus, là một loài động vật có vú trong họ Macropodidae, bộ Hai răng cửa. Loài này được Gould mô tả năm 1844.

## Hình ảnh

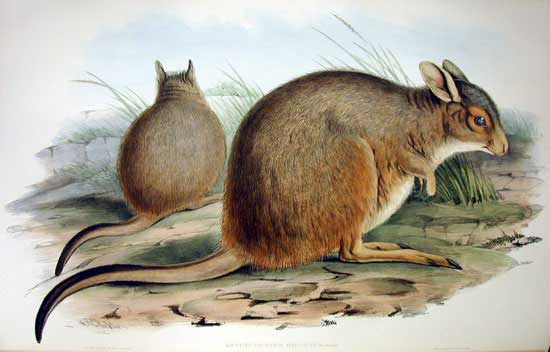